# Praia da Rocha
Praia da Rocha è una località turistica balneare del Portogallo nei pressi della città di Portimão, nella regione dell'Algarve, sulla costa atlantica meridionale del paese.
La sua spiaggia lunga oltre 2 km e le numerose attrezzature alberghiere ne fanno uno dei centri turistici più frequentati del sud del Portogallo. A breve distanza si trova il porto turistico di Portimão.